# 総計
| ウィキペディアには「総計」という見出しの百科事典記事はありません（タイトルに「総計」を含むページの一覧/「総計」で始まるページの一覧）。 代わりにウィクショナリーのページ「総計」が役に立つかもしれません。 |